# Lý thuyết thống nhất lớn
Lý thuyết thống nhất lớn, hay Thuyết thống nhất, được hình thành trong tiến trình mở rộng mô hình chuẩn của vật lý hạt. Mô hình chuẩn đã miêu tả chính xác các quan sát thu được tính đến nay, nhưng nó đã bỏ ngỏ những câu hỏi mang tính chất cơ bản, một trong số đó chính là việc tại sao tự nhiên lại cần đến 4 lực cơ bản mà không phải là 1, và tại sao độ lớn, cùng các tính chất, của chúng lại khác biệt đến vậy. Sự thành công của việc thống nhất tương tác điện từ và tương tác yếu trong thuyết điện-yếu đã dẫn đến những nỗ lực nhằm thống nhất tương tác mạnh và sau cùng là lực hấp dẫn vào làm một, với tên gọi là Lý thuyết thống nhất lớn, hay GUT (viết tắt từ tiếng Anh, Grand Unification Theory). Như trong thuyết điện yếu, sự chênh lệch về độ lớn của các mức năng lượng, dưới mức năng lượng nghỉ của các boson trung gian được miêu tả bằng việc phá vỡ đối xứng tức thời. Thuyết GUT đồng thời cũng giải thích sự tương đồng giữa điện tích electron và điện tích proton.
Điểm nổi bật của thuyết GUT chính là các hằng số cặp của cả bốn tương tác đều có cùng một giá trị, gần bằng với hằng số mạng tinh thể ở mức năng lượng cao.
Tuy nhiên mức năng lượng thống nhất trong lý thuyết lên đến 1015 GeV trong khi các máy gia tốc hiện tại mới chỉ đạt tới 3×103 GeV. Vì vậy, cần có một sự tiến bộ lớn trong công nghệ để thực hiện được những thí nghiệm kiểm chứng cho thuyết GUT.
Sơ đồ sự thống nhất các lực căn bản
| Lực điện                   | Lực từ                     | Lực tương tác yếu        | Lực tương tác mạnh        | Lực hấp dẫn           |
| Lực điện từ                |                            | Lực tương tác yếu        | Lực tương tác mạnh        | Lực hấp dẫn           |
| Điện động lực học lượng tử | Điện động lực học lượng tử | Lực tương tác yếu        | Sắc động lực học lượng tử | Thuyết tương đối rộng |
| Thuyết điện-yếu            |                            |                          | Sắc động lực học lượng tử | Thuyết tương đối rộng |
| Lý thuyết thống nhất lớn   | Lý thuyết thống nhất lớn   | Lý thuyết thống nhất lớn | Lý thuyết thống nhất lớn  | Hấp dẫn lượng tử      |
| Thuyết Vạn vật             |                            |                          |                           |                       |